# Zágonyi Károly
Zágonyi Károly (angolul: Charles Zágonyi) (Szinérváralja, 1822. október 19. – 1870 körül) 1848-as honvéd főhadnagy, az amerikai polgárháborúban az északiak ezredese, a „springfieldi hős”.

## Életpályája
A szabadságharcban huszárként Bem József tábornok seregében szolgált, és vakmerő vállalkozásaival kétszer mentette meg tábornoka életét. Sebesülten orosz fogságba került, ahonnan 1849 szilveszterén megszökött, és Törökországba, majd Angliába került, 1851-ben 40 magyar társával a Devonshire hajón emigrált az Amerikába, ahol szobafestőként és lovasoktatóként dolgozott a polgárháború kitöréséig, amikor belépett a hadseregbe, és John C. Frémont tábornok lovastestőrségének őrnagya lett. Szintén Frémont alatt szolgált Asbóth Sándor és Majthényi Tivadar, utóbbi Zágonyi parancsnoksága alatt.
Neve az 1861. október 25-ei springfieldi csata (más néven „Zágonyi lovasrohama”) kapcsán vált híressé.
A missouri Springfield fontos erődítmény volt a déliek kezében, kb. 1700 katona védte. Zágonyi engedélyt kapott Frémont tábornoktól, hogy zavarkeltés céljából támadja meg a város védőit. 1861. október 25-én a kb. 200 fős gárda lendületes lovasrohamával megtörte a védők ellenállását, és elfoglalta a várost. E fegyvertény nyomán nemcsak Springfield szabadult fel, hanem egész Missouri is az északiak kezére került, és a győzelemnek különös jelentőséget adott, hogy a polgárháború elején általában inkább a déliek győzedelmeskedtek. Az amerikai sajtó ünnepelte Zágonyi "halálrohamát", bátorságát.
Zágonyi volt parancsnokának, John C. Frémontnak a felesége, Jessie Benton Frémont még 1864-ben terjedelmes könyvben írta meg a testőrség történetét, hogy a könyv jövedelméből az elbocsátott katonák családjait segélyezze. William Dorsheimer őrnagy leírása mellett ez a könyv emlékezik meg legbővebben Zágonyiról. Költők és hadtörténészek egész sora vállalkozott a Zágonyi-féle alakulat történetének megírására.
Zágonyi halállovaglását George Henry Boker (1823–1890) versben örökítette meg, az 1870-es években pedig a washingtoni Fehér Ház számára is megrajzolták.
ZÁGONYI (1861. október 25.)
Testőrkapitány, ez a vers

 hőstettedért dicsér!

 A hangom harsány, néha nyers;

 döntsd el magad, mit ér.

 Bár unom már a sok vitézt,

 ki mindig éljenezni készt,

 bolond, ki most kitér!

 

 Sarkantyúd a fülembe cseng,

 szablyád a dobverőd…

 Vérem vadul pezsdül, kereng,

 látván a bősz erőt,

 amint lezúdul századod,

 s marad nyomán ezer halott!

 Te vágtatsz mind előtt.

 

 Pisztolynak puska válaszol,

 harcodról énekel…

 Szúr, vág, cikázik, elsodor,

 pengéd ösvényre lel!

 És újra sújt – nyílt útja van…

 Nagy ég! Minő lovasroham!

 Ki tartóztatja fel?!

 

 Követte mind a jó vezért.

 El senki sem futott.

 Sebét feledte és a vért,

 ki téged láthatott,

 amint élőn és holton át

 vívtad könyörtelen csatád:

 s nyomodban vágtatott!

 

 Csak így tovább, derék vitéz.

 Soká élsz, úgy hiszem!

 Válladra vágyódik e kéz,

 te hős. Bár ismerem

 a vakszerencse útjait,

 veled megyek, ha kardod int:

 halál – vagy győzelem!

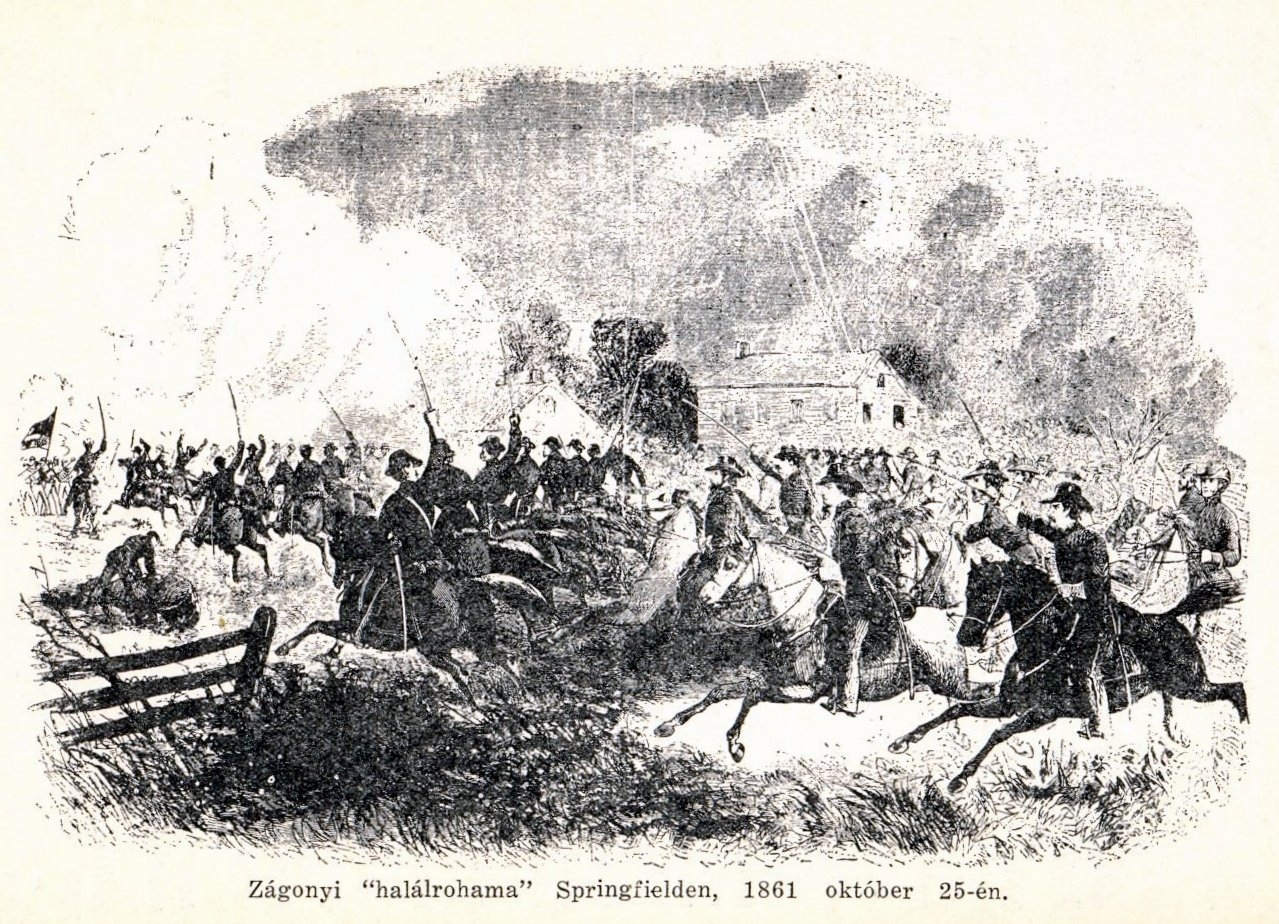
Az első springfieldi csata avagy Zágonyi "halálrohama" 1861. október 25.

A springfieldi roham után Zágonyi testőrségét megalázó körülmények közepette feloszlatták, mert John C. Frémontot leváltották, Zágonyi újra visszatért a katonai szolgálatba, amikor Frémontot a Hegyi Főparancsnokság élére nevezték ki, ezredesi rangban a lovasság parancsnokaként teljesített szolgálatot. 1862. június 8-án részt vett a Gross Keys-i csatában (Virginia) mint lovassági parancsnok. 1863-ig maradt a hadseregben, amikor Frémont lemondott, ő is nyugdíjazását kérte. Zágonyi polgárháborús katonai pályafutása itt sajnálatos módon megszakadt, nem volt előnyére Joh C. Frémonthoz való hűsége sem, rá is rávetült a Frémont elleni politikai intrika árnyéka. Büntetést nem kapott, de kihallgatták, ebből a kihallgatási jegyzőkönyvből sok minden kiderül. A Zágonyi vezette testőrség tagjai többnyire amerikaiak voltak, csak negyedrészük német, hat hét állt rendelkezésre a kiképzésre, ezalatt Zágonyi jól begyakoroltatta őket. A missouri springfieldi ütközetben valamennyien elsősorban karddal, s nem revolverrel harcoltak (bár mindkettő volt náluk), a harc végén valamennyi katonájának kardja véres volt, volt akinek még a kard markolata is. Egyetlen magyar is harcolt Zágonyi alakulatában, Majthényi Tivadar, Zágonyi adjutánsa volt. (Majthényi sikerrel végig küzdötte a polgárháborút, Frémont testőrségének feloszlatása után beállt az indianai lovasezredbe kapitánynak.) Zágonyinak a katonai bíróság előtt alkalma volt azt is kifejteni, hogy ő azért állt be harcolni, hogy ez a szép nagy ország, az Egyesült Államok egyben maradhasson.
A polgárháború utáni sorsáról keveset tudunk. 1865-ben vállalta az akkor alakult New York-i Magyar Egyesület elnökségét, amelyet aztán átadott Perczel Miklósnak. 1867-ig üzletemberként tevékenykedett és hazatelepedését tervezgette. Dancs Lajost, volt emigráns társát, aki közben már hazatelepült, megkérte, hogy nézzen számára földet Szöllősön, unokaöccse, Székelyhidi Ödön közelében, de 1867-ben a koronázás előtt megírta, hogy tönkrement, egy vasúti társaságnál befektetett pénzét mind elvesztette, mert a társaság megbukott. Addig nem megy haza, amíg vagyont nem szerez, többé Dancs Lajosnak nem írt. Vida István Kornél derítette ki, hogy felesége, a német származású amerikai Amanda Zágonyi 1870-ben újra férjhez ment. Ennek csak két oka lehetett, vagy elváltak, vagy Zágonyi ekkor már nem élt.

## Emlékezete
Az amerikai magyar közösség és a missouri helyi közösség számára sokat jelentett Zágonyi Károly példás bátorsága. 1931-ben az Egyetemi Klub felállította 17-es számú emléktábláját, amely a springfieldi ütközetnek állított emléket, Springfieldben egy 5 hektáros parkot is elneveztek Zágonyi Károlyról.